# Idioma buyeo
La lengua de Buyeo hablada en el antiguo reino de Buyeo está muy escasamente atestiguada. Sin embargo, según fuentes chinas era mutuamente inteligible con el idioma goguryeo que se en contraba al Sur. Las pocas palabras que son conocidos confirman esto.
El capítulo 30 "Descripción de los bárbaros orientales" de los Registros de los Tres Reinos recoge un estudio realizado por el estado chino de Wei tras su derrota de Goguryeo en el año 244. El informe afirma que las lenguas de Buyeo y las de sus vecinos del sur Goguryeo y Ye Oriental eran similares, y que la lengua de Okjeo era sólo ligeramente diferente de ellas. Basándose en este texto, Lee Ki-Moon agrupó las cuatro lenguas como las lenguas fuyu, contemporáneas de las lenguas han de las confederaciones Samhan del sur de Corea.
La evidencia más citada de este grupo es un conjunto de glosas de topónimos en el Samguk sagi (1154), que algunos autores consideran que representan la lengua de Goguryeo, pero otros creen que reflejan una mezcla de lenguas habladas por los pueblos conquistados por los Goguryeo.
Los estudiosos que toman estas palabras como representación de la lengua de Goguryeo han llegado a diversas conclusiones sobre el idioma, algunos sostienen que era coreanas, otros que era japónicas, y otros que era de alguna manera intermedia entre estas familias.
El mismo capítulo de los Registros de los Tres Reinos transcribe una palabra de Buyeo para los nobles subordinados sólo al rey como 加.
Este carácter se pronuncia  kai en chino medio] oriental. Beckwith identificó esta palabra con la glosa del Samguk sagi 皆/皆次 (pronunciada kɛj/kɛjtshijH en chino medio, kay/kaycha en sino-coreano) que significaría 'rey', y la forma del idioma baekje para 'gobernante' tanscrita en el Nihon Shoki en antiguo japonés como ki1si.